# Teddy Yip
Theodore "Teddy" Yip, född 2 juni 1907 i Medan, död 11 juli 2003 i Hongkong, är en indonesisk affärsman och racerförare. Han är mest känd som grundare av formel 1-stallet Theodore Racing.